# Ça sent la coupe
 (avril 2018).
Si vous disposez d'ouvrages ou d'articles de référence ou si vous connaissez des sites web de qualité traitant du thème abordé ici, merci de compléter l'article en donnant les références utiles à sa vérifiabilité et en les liant à la section « Notes et références ».
Pour plus de détails, voir Fiche technique et Distribution.
Ça sent la coupe est une comédie dramatique québécoise réalisée par Patrice Sauvé et sortie en 2017. Le scénario écrit par Matthieu Simard est inspiré par son roman éponyme édité en 2004.

## Synopsis
Max, 35 ans, passe son temps à regarder les matchs de hockey avec ses amis dans son appartement où il encourage fortement les Canadiens de Montréal. Il est aussi l'héritier d'une boutique de cartes et autres objets reliés au monde du hockey qu'il gère avec passion. Un jour, sa conjointe Julie décide de rompre avec lui. C'est entre le premier et le dernier match de la saison du Canadien qu'il tentera de reconquérir Julie tout en réévaluant sa vie.

## Fiche technique
- Titre original : Ça sent la coupe
- Réalisation : Patrice Sauvé
- Scénario : Matthieu Simard, inspiré de son roman Ça sent la coupe paru en 2004
- Musique : Luc Sicard, Martin Roy
- Direction artistique : Jean Babin
- Costumes : Carmen Alie
- Maquillage : Djina Caron
- Coiffure : Martin Lapointe
- Photographie : Ronald Plante
- Son : Claude La Haye, Olivier Calvert, Luc Boudrias
- Montage : Michel Grou
- Production : Nathalie Bissonnette et Ginette Petit
- Société de production : Les Films Outsiders
- Société de distribution : Les Films Séville
- Budget : 4,3 millions $ CA[1]
- Pays de production :  Canada
- Langue originale : français
- Format : couleur
- Genre : comédie dramatique
- Durée : 90 minutes
- Dates de sortie :
  - Canada : 22 février 2017 (première en ouverture de la 35e édition des Rendez-vous du cinéma québécois)[2],[3]
  - Canada : 24 février 2017 (sortie en salle au Québec)
  - Canada : 6 juin 2017 (DVD et VSD)

## Distribution
- Louis-José Houde : Max Lamontagne
- Julianne Côté : Nathalie Lamontagne
- Émilie Bibeau : Julie Valiquette
- Louis-Philippe Dandenault : Richard
- Maxime Mailloux : Phil
- Patrick Drolet : François
- Marilyn Castonguay : Andréanne Sasseville
- Charlotte Aubin : Raphaëlle
- Maxime de Cotret : Fred
- Marc Messier : Bernard Lamontagne, père de Max et Nathalie
- Thérèse Perreault : Jocelyne Couture, mère de Max et Nathalie
- Mélanie Pilon : blonde de François